# Douglas Smith (diễn viên)
Douglas Alexander Smith (sinh ngày 22 tháng 6 năm 1985 tại Toronto, Canada) là một diễn viên người Mỹ gốc Canada. Anh hiện sống ở New Orleans, Mỹ. Anh nổi tiếng trong series phim của HBO Big Love với vai Ben Henrickson, con trai cả của nhà đa thê Bill Henrickson.